# Паутинник превосходный
Паути́нник превосхо́дный (лат. Cortinarius praestans) — вид грибов, входящий в род паутинник (Cortinarius) семейства паутинниковые (Cortinariaceae).

## Описание
Крупный пластинчатый шляпконожечный гриб с паутинистым покрывалом. Шляпка взрослых грибов достигает 10—20 см в диаметре, у молодых грибов полушаровидная, затем раскрывается до выпуклой, плоской и, иногда, даже немного вдавленной, бархатисто-волокнистая, у взрослых грибов с характерно морщинистым краем. Окраска молодых грибов фиолетовая, затем становится винно-красно-коричневой, по краю с некоторое время сохраняющимся фиолетовым оттенком. Пластинки гименофора приросшие выемкой к ножке, у молодых плодовых тел сероватые, с возрастом становятся бежево-коричневыми.
Мякоть беловатая, в ножке иногда голубоватая, с приятным грибным вкусом и запахом. Реакция со щелочами буроватая.
Ножка достигает 10—14 см в длину и 2—5 см в толщину, с заметным клубневидным утолщением в основании, с бледно-фиолетовой у молодых грибов и беловатой или бледно-охристой у взрослых поверхностью, с заметными остатками кортины.
Споровый отпечаток ржаво-коричневого цвета. Споры 12—17×8—8,5 мкм, миндалевидной формы, с бородавчатой поверхностью.
Редкий вид, включённый в Красные книги многих стран Европы. Съедобен, один из самых безопасных к употреблению видов рода.

### Сходные виды
- Cortinarius cumatilis Fr., 1838 — Паутинник водянисто-голубой — отличается голубовато-серой шляпкой, паутинистой, а не почти плёнчатой кортиной, всегда гладким краем шляпки.

## Экология и ареал
Довольно широко распространён по неморальной зоне Европы, однако повсеместно редок. Произрастает обычно довольно большими группами, в широколиственных и смешанных лесах, образует микоризу с буком.
В России встречается на территории Башкортостана.

## Синонимы
- Agaricus praestans Cordier, 1870basionym
- Phlegmacium variecolor sensu Ricken, 1915
- Phlegmacium praestans (Cordier) M.M.Moser, 1953